# Élections locales britanniques de 2009
Les élections locales britanniques de 2009 ont eu lieu le 4 juin.

## Résultats
| Parti | Parti                      | Conseils | Conseils | Sièges | Sièges |
| Parti | Parti                      | Élus     | +/-      | Élus   | +/-    |
| ----- | -------------------------- | -------- | -------- | ------ | ------ |
|       | Parti conservateur         | 30       | +7       | 1531   | +244   |
|       | Libéraux-démocrates        | 1        | -1       | 484    | -2     |
|       | Parti travailliste         | 0        | -4       | 178    | -291   |
|       | Indépendants               | 0        | =        | 97     | +6     |
|       | Parti vert                 | 0        | =        | 18     | +8     |
|       | Association des résidents  | 0        | =        | 9      | +2     |
|       | UKIP                       | 0        | =        | 7      | +7     |
|       | Parti national britannique | 0        | =        | 3      | +3     |
|       | Mebyon Kernow              | 0        | =        | 3      | =      |
|       | Parti libéral              | 0        | =        | 2      | =      |
|       | Autres                     | 0        | =        | 30     | +15    |
|       | Conseil sans majorité      | 3        | -2       |        |        |

### Comté
Dans les 27 comtés, la totalité du conseil est renouvelée.
| Conseil          | Majorité sortante | Majorité sortante | Majorité élue | Majorité élue |
| ---------------- | ----------------- | ----------------- | ------------- | ------------- |
| Buckinghamshire  |                   | Conservateur      |               | Conservateur  |
| Cambridgeshire   |                   | Conservateur      |               | Conservateur  |
| Cumbria          |                   | Sans majorité     |               | Sans majorité |
| Derbyshire       |                   | Travailliste      |               | Conservateur  |
| Devon            |                   | LibDem            |               | Conservateur  |
| Dorset           |                   | Conservateur      |               | Conservateur  |
| East Sussex      |                   | Conservateur      |               | Conservateur  |
| Essex            |                   | Conservateur      |               | Conservateur  |
| Gloucestershire  |                   | Conservateur      |               | Conservateur  |
| Hampshire        |                   | Conservateur      |               | Conservateur  |
| Hertfordshire    |                   | Conservateur      |               | Conservateur  |
| Kent             |                   | Conservateur      |               | Conservateur  |
| Lancashire       |                   | Travailliste      |               | Conservateur  |
| Leicestershire   |                   | Conservateur      |               | Conservateur  |
| Lincolnshire     |                   | Conservateur      |               | Conservateur  |
| Norfolk          |                   | Conservateur      |               | Conservateur  |
| North Yorkshire  |                   | Conservateur      |               | Conservateur  |
| Northamptonshire |                   | Conservateur      |               | Conservateur  |
| Nottinghamshire  |                   | Travailliste      |               | Conservateur  |
| Oxfordshire      |                   | Conservateur      |               | Conservateur  |
| Somerset         |                   | LibDem            |               | Conservateur  |
| Staffordshire    |                   | Travailliste      |               | Conservateur  |
| Suffolk          |                   | Conservateur      |               | Conservateur  |
| Surrey           |                   | Conservateur      |               | Conservateur  |
| Warwickshire     |                   | Sans majorité     |               | Conservateur  |
| West Sussex      |                   | Conservateur      |               | Conservateur  |
| Worcestershire   |                   | Conservateur      |               | Conservateur  |

### Autorité unitaire

#### Conseil existant
Le conseil de Bristol renouvelle un tiers des sièges et les 2 autres conseils renouvelle l'intégralité des sièges.  
| Conseil         | Majorité sortante | Majorité sortante | Majorité élue | Majorité élue |
| --------------- | ----------------- | ----------------- | ------------- | ------------- |
| Bristol         |                   | Sans majorité     |               | LibDem        |
| Isle of Wight   |                   | Conservateur      |               | Conservateur  |
| Isles of Scilly |                   | Indépendant       |               | Indépendant   |

#### Nouveau conseil
| Conseil              | Majorité élue | Majorité élue |
| -------------------- | ------------- | ------------- |
| Bedford              |               | Sans majorité |
| Central Bedfordshire |               | Conservateur  |
| Cornwall             |               | Sans majorité |
| Shropshire           |               | Conservateur  |
| Wiltshire            |               | Conservateur  |

### Mairies
| Mairie         | Maire sortant | Maire sortant   | Maire sortant | Maire élu | Maire élu       | Maire élu          |
| -------------- | ------------- | --------------- | ------------- | --------- | --------------- | ------------------ |
| Doncaster      |               | Martin Winter   | Indépendant   |           | Peter Davies    | Démocrates anglais |
| Hartlepool     |               | Stuart Drummond | Indépendant   |           | Stuart Drummond | Indépendant        |
| North Tyneside |               | John Harrison   | Travailliste  |           | Linda Arkley    | Conservateur       |